# Venopunción

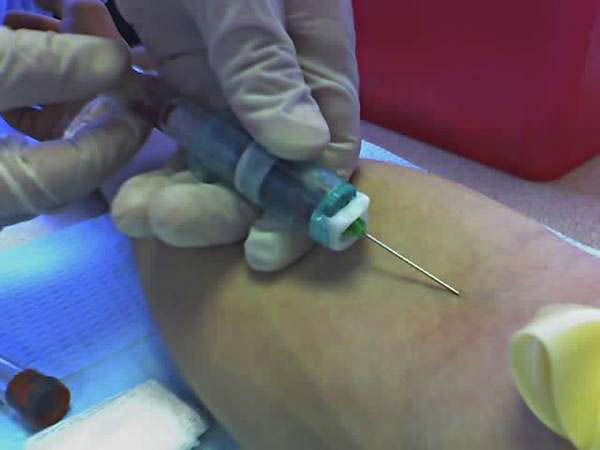
Punción venosa o venopunción usando un sistema de colectores sanguíneos denominados comercialmente Vacutainer®.

La venopunción es la extracción de sangre de una vena, generalmente tomada por un profesional sanitario. También se conoce con el nombre de punción venosa.
No debe confundirse con flebotomía, que es incisión de una vena con bisturí o tijeras.

## Características
Por lo general se extraen de 5 a 10 ml según lo que se hayan solicitado. La sangre se coloca en un tubo de ensayo comercialmente preparado para transportar la sangre y conservarla de manera apropiada según los requerimientos del laboratorio que procesará la muestra. 
Ocasionalmente se extraen minúsculas cantidades de sangre como muestras de pacientes diabéticos, recién nacidos o previo a una donación de sangre. También se realiza una venopunción para una donación de sangre o en pacientes con policitemia, de quienes se extraen unos 350-500 cc de sangre. Los exámenes hechos en la sangre o en partes de esta pueden suministrar claves importantes al médico acerca de la salud de la persona, orientándolo hacia el diagnóstico y/o tratamiento.

## Equipo
Hay muchas maneras en las que se puede extraer sangre de una vena. El mejor método varía con la edad del paciente, el equipo disponible y los exámenes de sangre solicitados. Usualmente se saca sangre venosa de la parte interior del codo (sangradura) o del dorso de la mano. 
La mayoría de las extracciones de sangre en los países latinoamericanos se realiza con una aguja hipodérmica y jeringa descartable y luego se vacía en un sistema de tubos de vacío, como el sistema Vacutainer® u otros dispositivos similares para la recolección y transporte de sangre. Algunos centros privados emplean dispositivos que consisten en un tubo de plástico conectado a una aguja hipodérmica, al que se inserta un tubo de vacío durante la extracción. Bajo ciertas circunstancias, se puede utilizar una aguja mariposa, que es un catéter plástico unido a una aguja de muy pequeño diámetro.
Debido a que las jeringas son de manejo manual, la cantidad de succión aplicada puede controlarse fácilmente. Esto es de particular utilidad con los pacientes que tienen las venas pequeñas y que colapsan con la succión del vacío de los tubos que provee el sistema Vacutainer®. Desafortunadamente, hay una mayor posibilidad de hemólisis cuando se utiliza una jeringa, especialmente si la persona que realiza la punción o flebotomia tira del émbolo de la jeringa con exceso de fuerza.

### Agujas

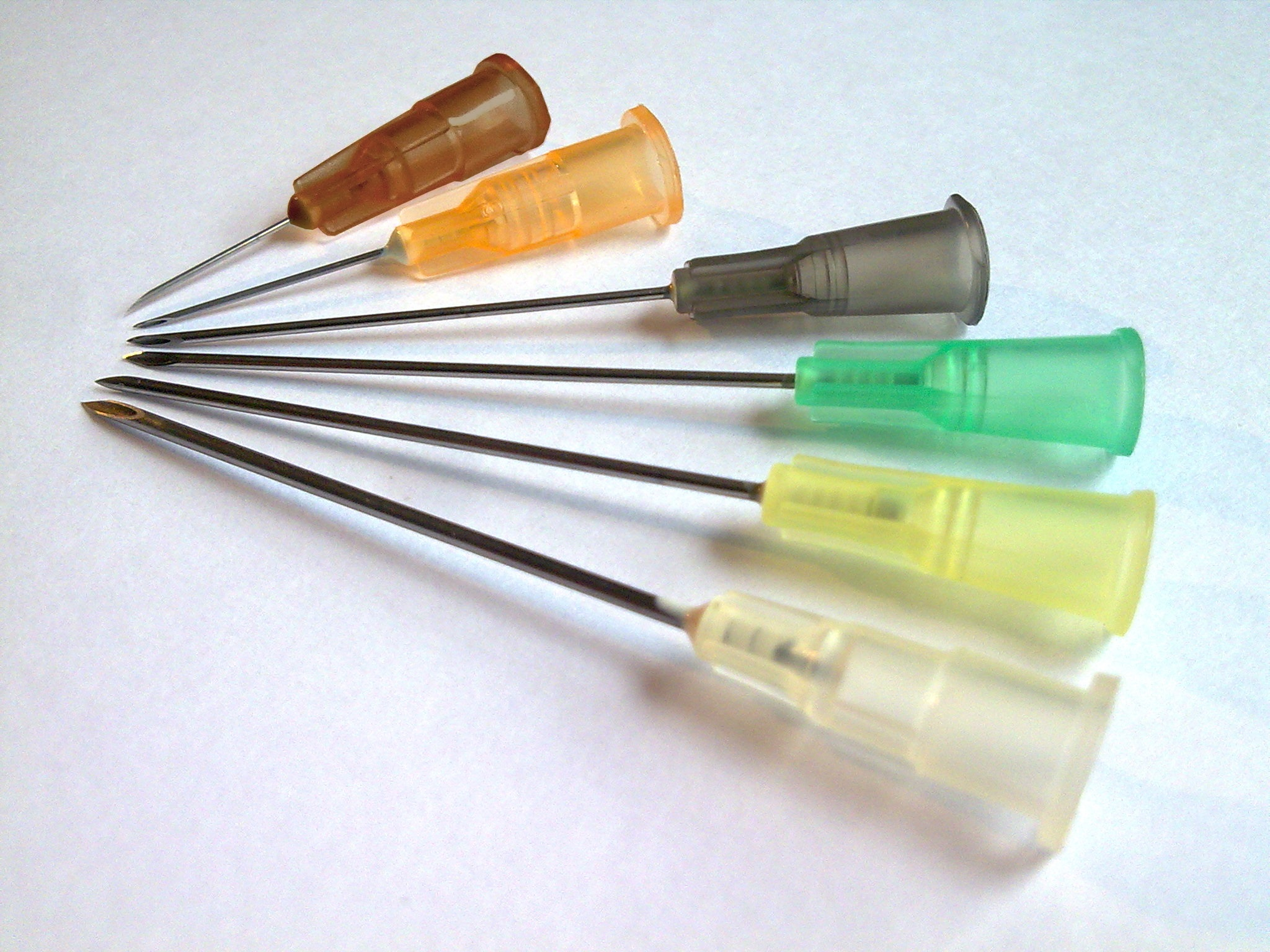
Seis agujas hipodérmicas, de arriba abajo: 26G x 1/2" (0.45 x 12mm) (marrón), 25G x 5/8" (0.5 x 16mm) (naranja), 22G x 1 1/4" (0.7 x 30mm) (negra), 21G x 1 1/2" (0.8 x 40mm) (verde), 20G x 1 1/2" (0.9 x 40mm) (amarilla), 19G x 1 1/2" (1.1 x 40mm) (blanca).

Por el momento no existen dispositivos que extraigan sangre humana que no contengan agujas de metal. La razón del empleo de las agujas se fundamenta en la necesidad de atravesar la piel hasta la profundidad de la vena. Las agujas vienen en presentaciones de diferentes diámetros, los cuales se representan con números.
El diámetro de la aguja está indicado por el calibre de la aguja. Cada calibre tiene una serie de diferentes longitudes para el uso que ameriten. Hay una serie de sistemas para medir el calibre de las agujas. Las agujas más comúnmente usadas en el campo médico van en escala desde la número 7 y la más ancha, hasta la número 33, la más pequeña: el calibre mayor es reservado para las agujas de menor diámetro. Las agujas de calibre 21 son las que más se usan para la venopunción, mientras que las de calibre 16 son agujas comúnmente utilizadas para la donación de sangre, ya que son lo suficientemente gruesas como para permitir que los glóbulos rojos pasen a través de la aguja sin que se rompan; además, el calibre más grueso permite que más sangre se recoja o entregue en un período más corto.
Aunque las agujas reutilizables tienen aplicación en situaciones de investigación científica, las agujas desechables son mucho más comunes en el uso de la medicina con la finalidad de evitar la transmisión de enfermedades. Las agujas desechables deben ser descartadas en un cubo de plástico o de aluminio previamente designado para ese propósito.

## Procedimiento

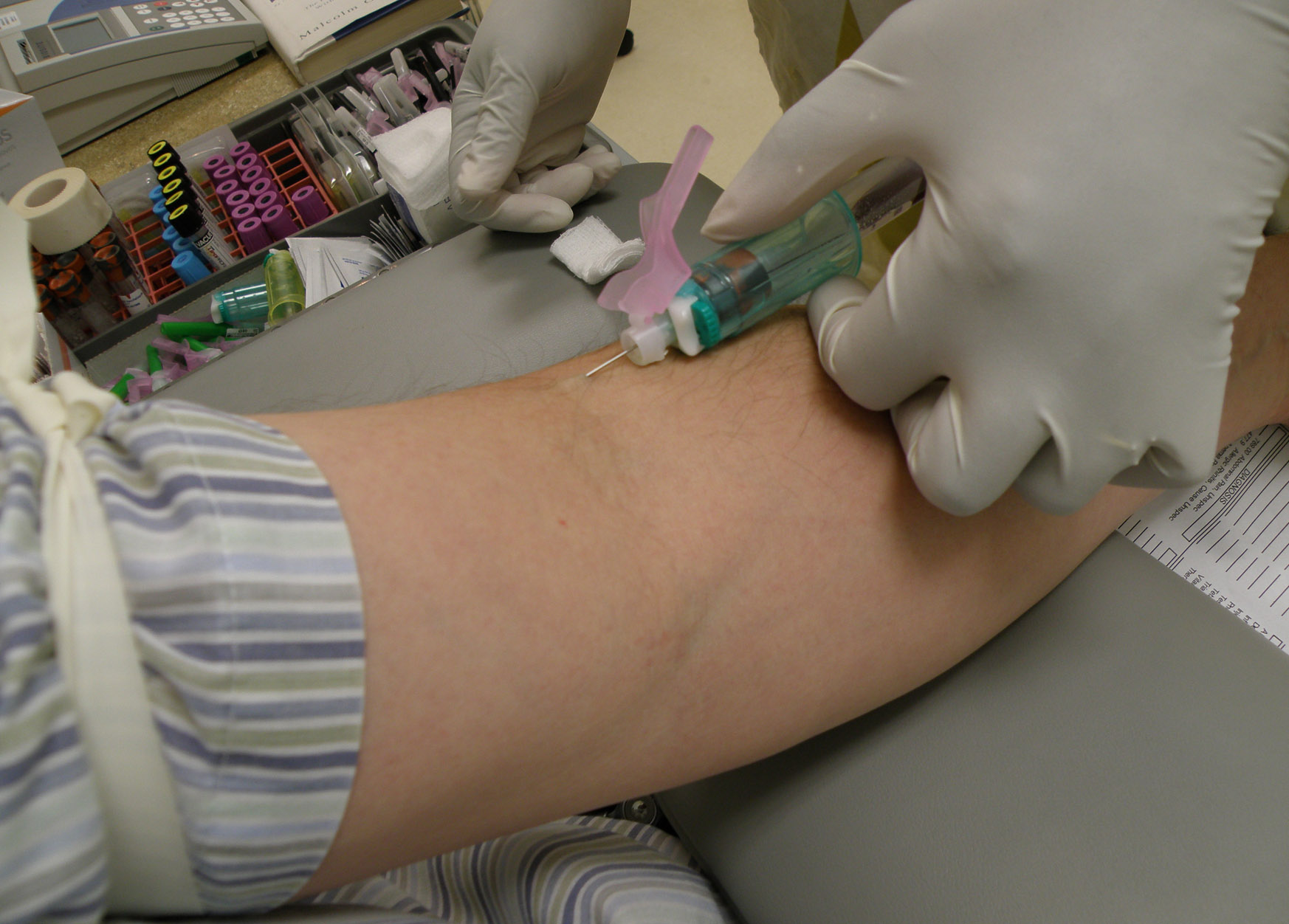
Punción venosa en curso con un sistema Vacutainer® que conecta la aguja con el tubo colector.

La preparación de parte del paciente depende del examen de sangre específico que se practique. Muchos exámenes no requieren de ninguna preparación especial; otras veces, a la persona se le puede solicitar que evite alimentos o bebidas o que limite ciertos medicamentos antes del examen.

### Antes de la punción
Antes de la punción de cualquier individuo, éste debe ser identificado correctamente. Algunos profesionales prefieren escribir el nombre del sujeto sobre los tubos que se van a llenar, otros prefieren identificarlos al concluir la venopunción. Toda exploración y procedimiento sobre pacientes debe hacerse con guantes de goma protectores para asegurar las medidas de precaución universal. Todos los tubos, algodón, torniquete, agujas, líquido antiséptico y otros materiales deben estar preparados antes del abordaje de la vena.
Previo a la colocación de los guantes se debe realizar la técnica de lavado de manos, ya que esta se utiliza antes de iniciar cualquier procedimiento invasivo.

### Localizando una vena
El profesional de la salud entonces coloca una banda elástica o torniquete alrededor de la parte superior de la zona que se va a punzar con el fin de aplicar presión en el área y hacer que las venas se llenen de sangre. Si no se dispone de un torniquete, se puede utilizar un guante de goma o el esfigmomanómetro, es decir, el instrumento para tomar la tensión arterial y llenar el mango por debajo de la presión diastólica, es decir, entre 40 y 60 mmHg. Esto permite escoger una vena de suficiente calibre y asegurar el uso de la aguja de calibre correcto. 
En pacientes hospitalizados, puede que el miembro superior esté en un ambiente frío que cause oclusión de las venas superficiales. Para esos casos suele bastar con envolver el miembro o sumergirlo en un recipiente con agua tibia durante unos 2 minutos y colocar el torniquete antes de sacar la mano del recipiente. El sitio de punción se limpia entonces con un antiséptico, la mayoría de las veces con alcohol isopropílico. 
Algunos profesionales de la salud escogen golpear con suavidad sobre la superficie de la piel por encima de la vena para causar una dilatación venosa refleja. Otros prefieren evitar esa práctica.

### Venopunción
Luego de escoger el sitio y la vena adecuada, se introduce suavemente una aguja en la vena con un ángulo de aproximadamente 30° en dirección de la vena para recoger la sangre en la jeringa, en un frasco hermético o en un tubo adherido a la aguja. La banda elástica se retira del brazo antes de extraer la aguja. Cuando se inserta la aguja para extraer la sangre, se puede sentir un dolor moderado o solo una sensación de pinchazo o picadura. Después, puede haber algo de sensación pulsátil, levemente incómoda que resuelve por sí sola.
Una vez que se ha recogido la muestra de sangre, se retira el compresor y al mismo tiempo que se retira la aguja se cubre el sitio de punción con una bola de algodón, presionando durante unos minutos, para detener cualquier sangrado y prevenir la formación de hematomas. En bebés o en niños pequeños, se puede utilizar un instrumento puntiagudo llamado lanceta para punzar la piel y hacerla sangrar. La sangre se recoge en un tubo pequeño de vidrio llamado pipeta, en un portaobjetos o en una tira reactiva. Finalmente, se puede colocar un vendaje sobre el área si hay algún sangrado.
La venopunción en pacientes pediátricos o geriátricos es más complicada, ya que sus venas son en proporción a su tamaño, el procedimiento para el estímulo y realizar la punción es dando masajes suaves de forma ascendente. Otra forma es posicionando el brazo hacia abajo para que por gravedad la vena se dilate.
Es bueno acotar que este procedimiento es bastante riesgoso, por lo cual no cualquiera puede hacerlo. A más de que muchas personas sufren de tripanofobia o belonefobia y ello debe ser abordado adecuadamente.

### Punción del talón o del dedo

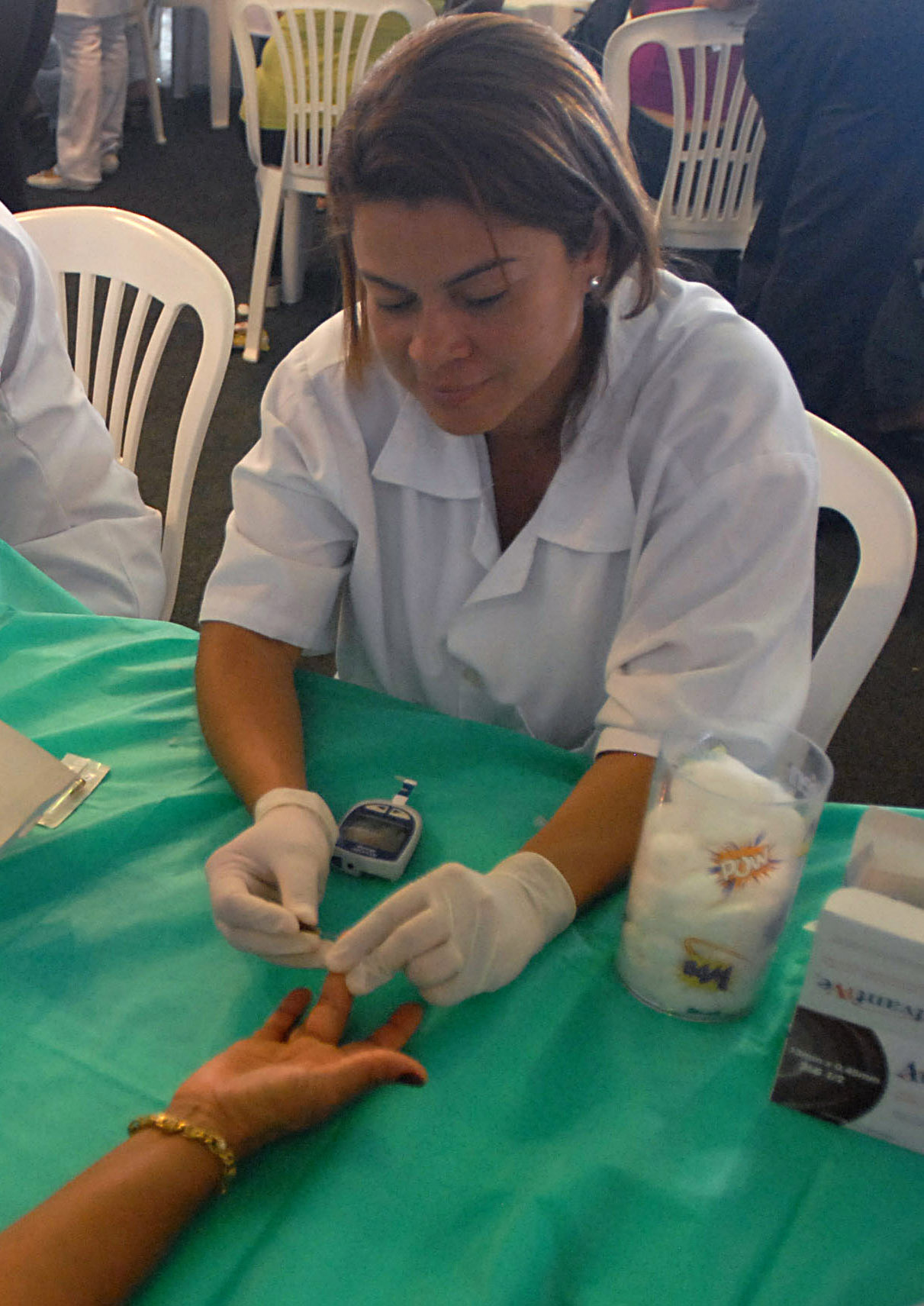
Punción de dedo para un test de glucosa instantánea.

Ocasionalmente se requiere extraer una o varias gotas de sangre sin tener que llenar un tubo. Es el procedimiento para realizar una muestra de glucosa en diabéticos o para pruebas de sangre en recién nacidos. Para ellos se suele usar la yema de un dedo o el talón. Se calienta la extremidad con agua tibia o compresas con una temperatura no mayor de 40 °C para conseguir un flujo sanguíneo óptimo. Se perfora con una lanceta de 2.5 mm de largo o un dispositivo automático sobre el lado lateral o el medial evitando la almohadilla del talón. Igualmente se utiliza la superficie lateral de la yema del dedo segundo, tercero o cuarto. Por lo general se desecha la primera gota de sangre extrayendo más gotas y haciendo un masaje suave sobre el dedo o talón.

### Recolección de la muestra de sangre
Dependiendo de la prueba que sea necesaria, la sangre puede recolectarse de diferentes formas:
Tiempo parcial de tromboplastina: La sangre se recoge en un tubo que contiene citrato sódico al 3.8 % (0,129 mol/L) o al 3.2 % (0,109 mol/L), que secuestra los iones calcio y detiene la coagulación. El tubo es centrifugado a 3500 rpm durante 10 minutos y el plasma obtenido se separa de inmediato para su análisis, ya que de lo contrario los factores de coagulación resultan dañados y la prueba inválida.